# Casa de la Misericordia (Segorbe)
El Antiguo Hospital y Casa de la Misericordia de Segorbe, en la comarca del Alto Palancia,  provincia de Castellón, España, es un antiguo hospital, transformado actualmente en hotel,  catalogado como Bien de Relevancia Local, con código identificativo: 12.07.104-017,  según datos de la Dirección General de Patrimonio Artístico de la Generalidad Valenciana.

## Historia
El edificio se realizó a iniciativa del Obispo Gómez Haedo. Originariamente puede datarse en el siglo XVIII, utilizándose como materiales para su construcción, los que se iban retirando del antiguo Alcázar de la Estrella (cuya demolición se inicia en 1784), y siendo el arquitecto responsable de la obra Mauro Mínguez, iniciándose éstas en 1786.
El edificio ha tenido diferentes usos a lo largo de su historia, permaneciendo incluso en un estado de semi abondono que llevó a ser objeto de expolición de parte de sus elementos decorativos,  como muestra el robo de  las aldabas de las puertas que tuvo lugar en el verano del año 2008. Eran unas piezas de considerable antigüedad y que se encontraban  catalogadas, ya que formaban parte de las puertas del antiguo alcázar de Segorbe del siglo XVI. Las dos aldabas, robadas simbolizaban dos peces (de unos 30 centímetros de largo) retorcidos para adaptarse a la forma que les permitiera realizar su función de aldabas. Pero éste no era el primer ataque de los expoliadores de antigüedades, anteriormente se le arrancó y robó el embellecedor del cerrojo en el que se representaba la torre de un castillo que también era del siglo XVI.
El Ayuntamiento de Segorbe ha promovido en diferentes momentos un proyecto para reconvertir el llamado Antiguo Hospital o Casa de la Misericordia en un complejo hotelero, intentando mantener las singulares características del edificio. Finalmente, en el julio del año 2009, el pleno del Ayuntamiento acordó solicitar una subvención de «la máxima cuantía económica posible», para llevar a cabo la restauración del inmueble, consistente en la restauración de fachadas, cubiertas y forjados, de manera que luego se pudiera llevar la adaptación interior a los fines hosteleros previstos.
Finalmente, y tras ser rehabilitado en el año 2012, se convirtió en el hotel Martín el Humano. Esta restauración y equipamiento fue apoyada por la Consellería de Agricultura de la Generalitat Valenciana, la Excelentísima Diputación de Castellón y financiada por el Instituto Valenciano de Finanzas.

## Descripción
El edificio presenta planta rectangular con claustro central, de dos alturas (que proporcionaba iluminación y ventilación a las salas y habitaciones del inmueble), presentando en sus esquinas una torre de estilo escurialense.

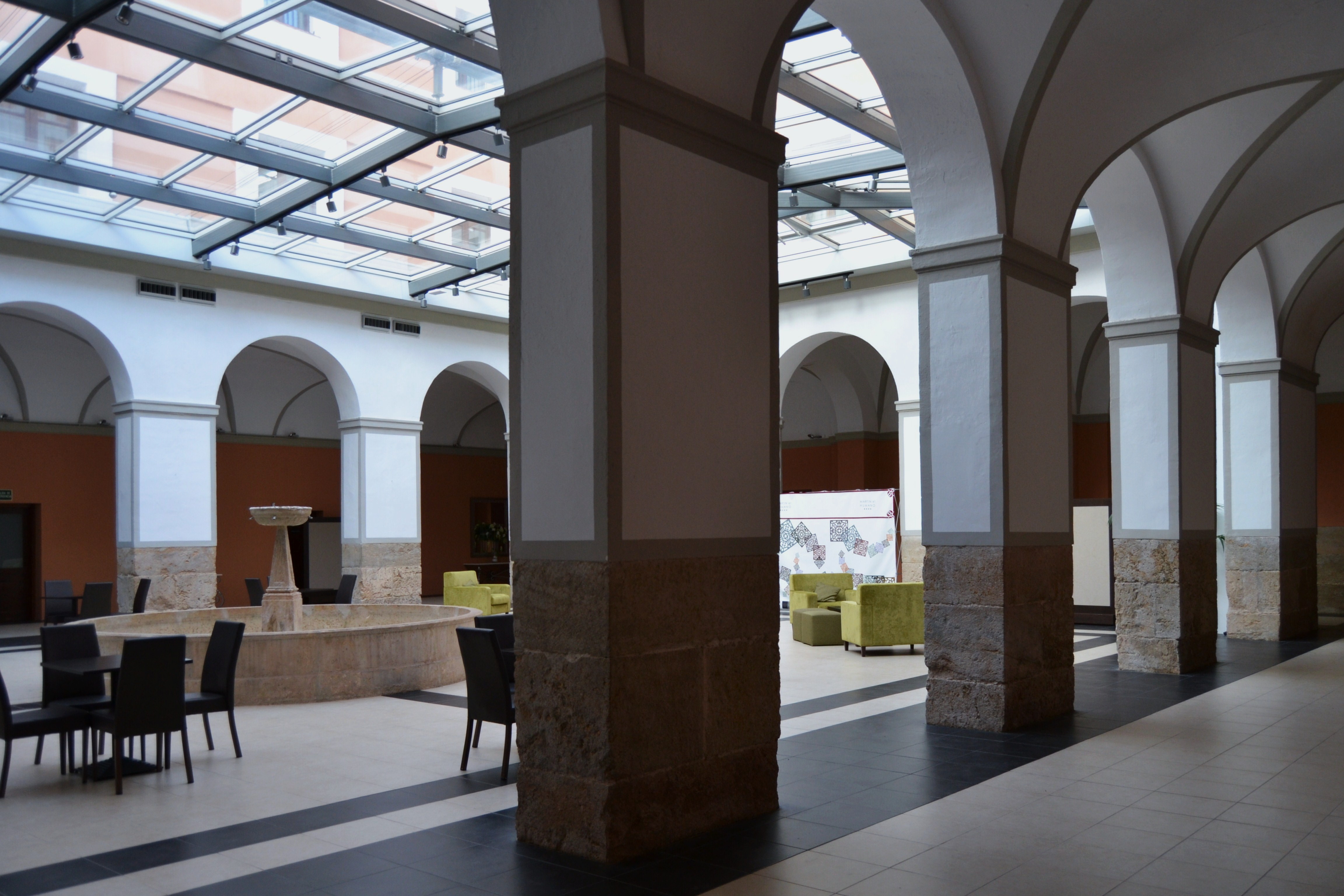
Claustro.
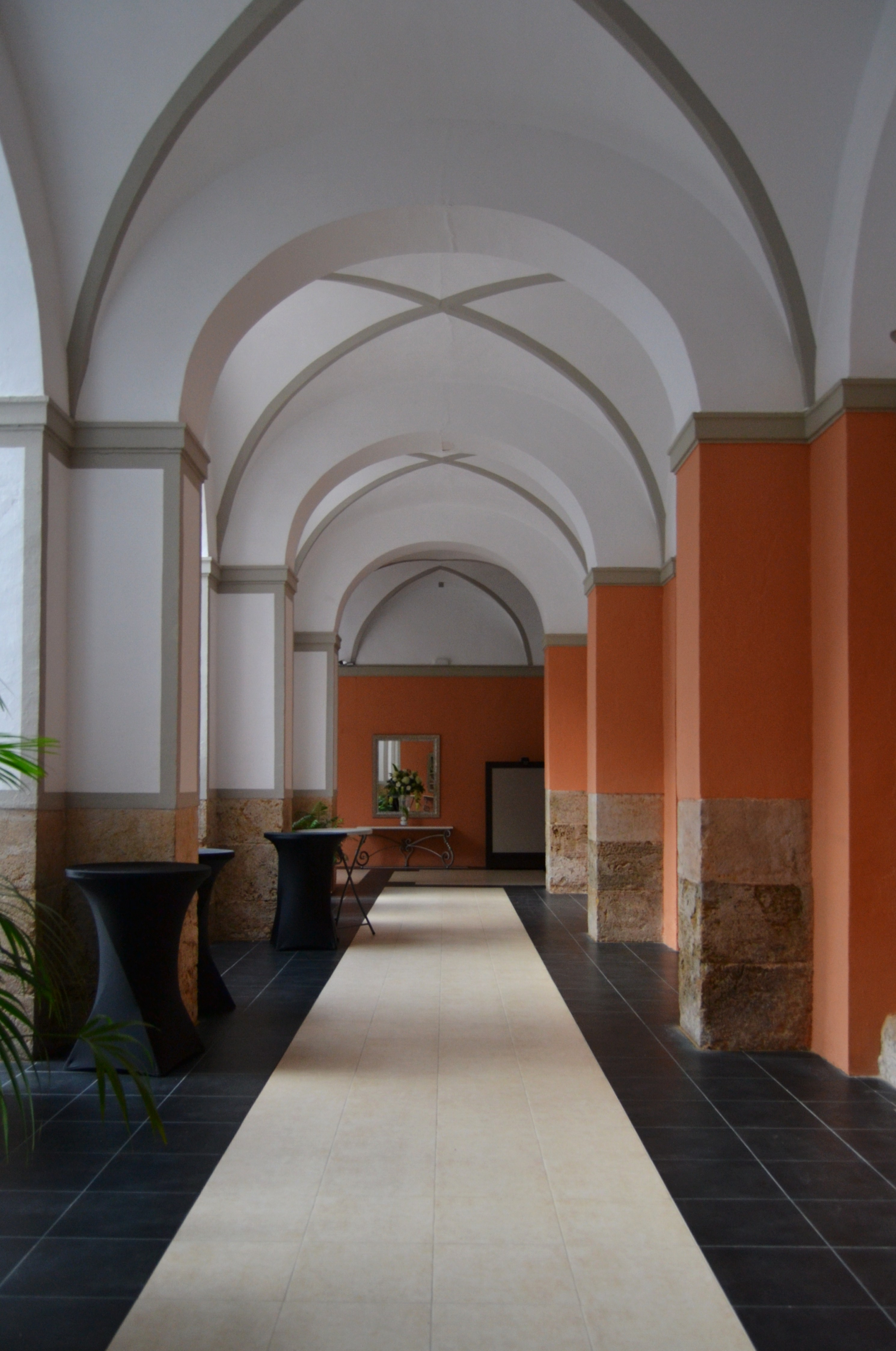
Galería del claustro.
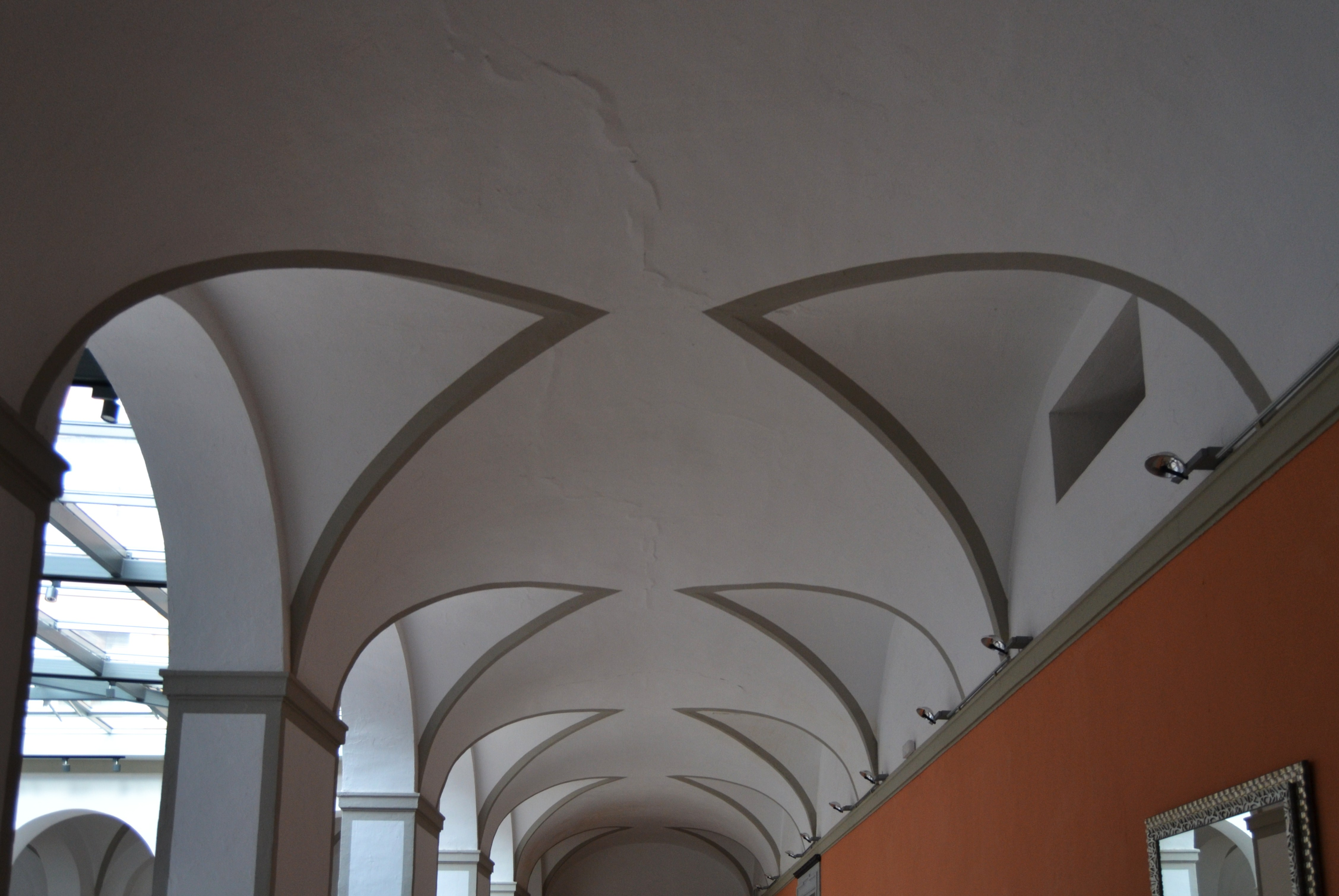
Detalle bóveda cubierta galería del claustro.
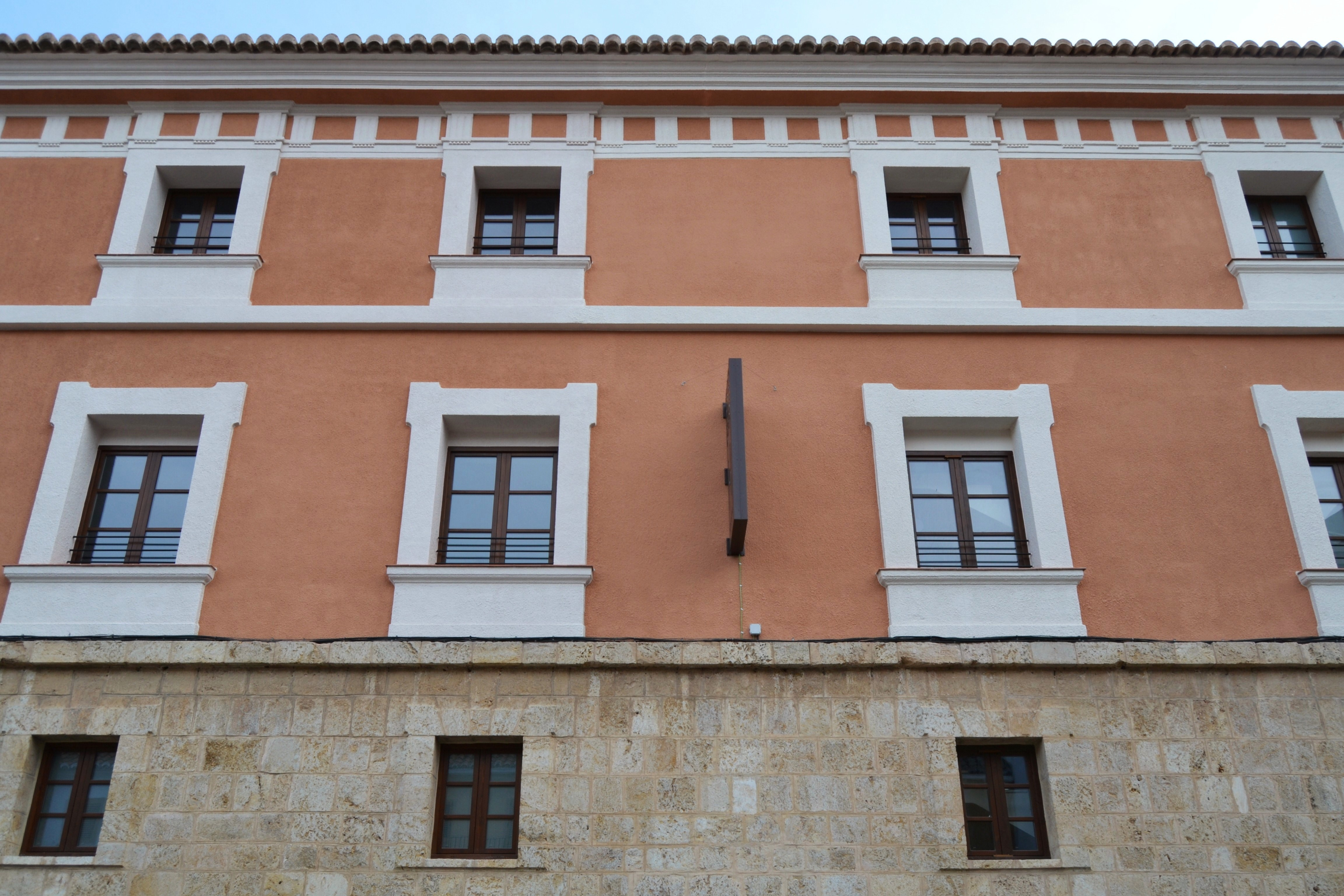
Detalle fachada antiguo hospital.
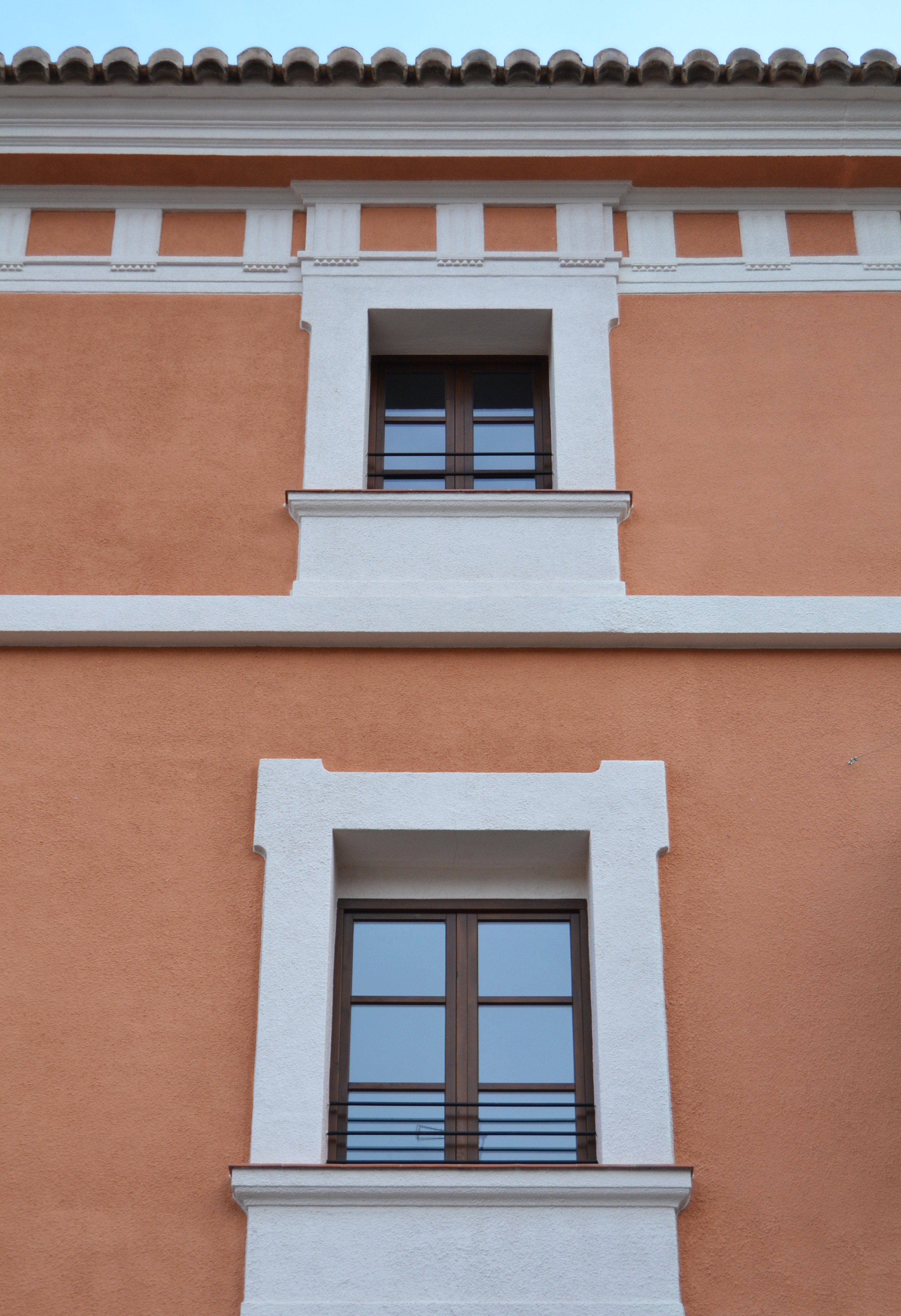
Detalle dinteles y jambas ventanas.
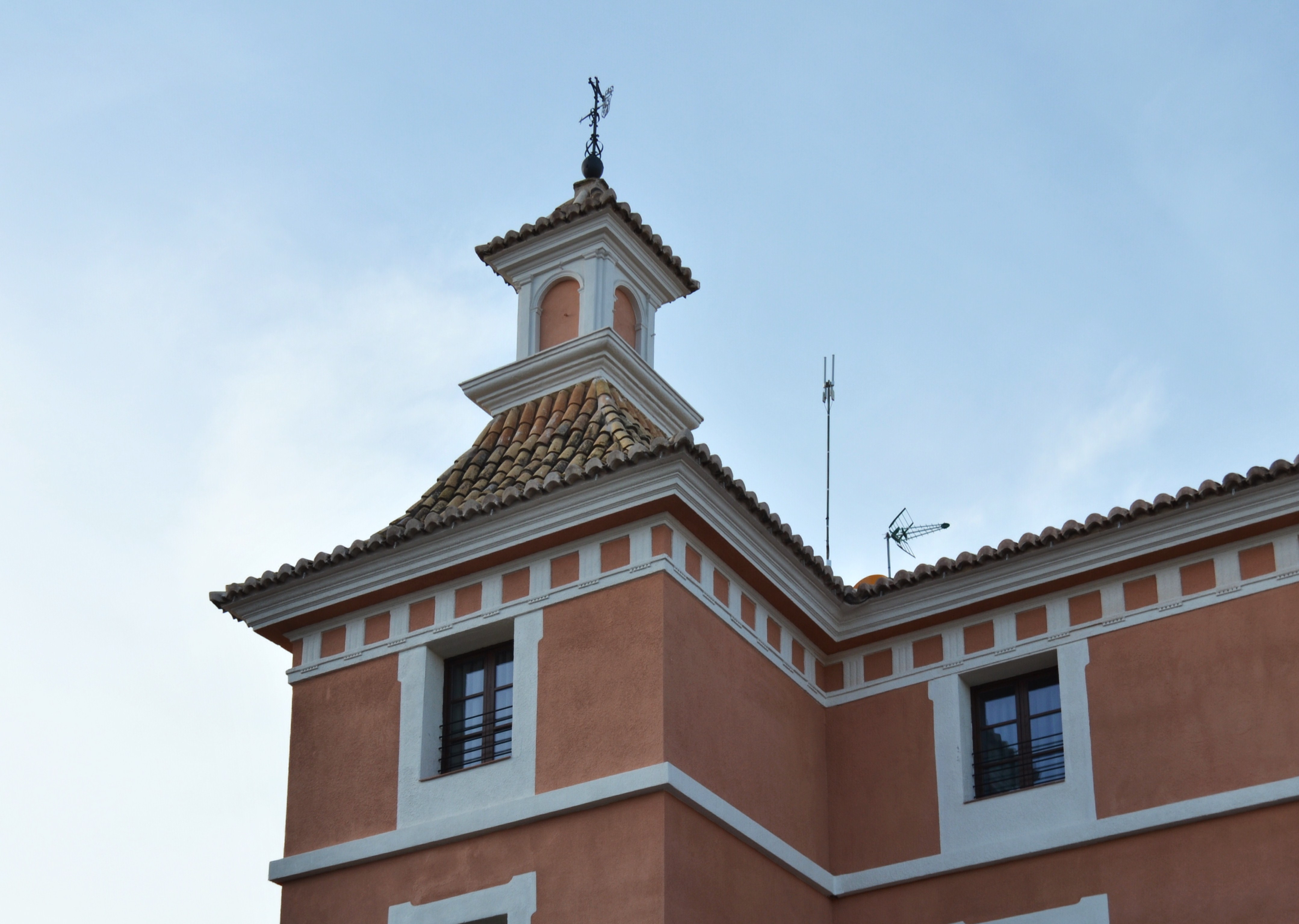
Detalle de la torre.
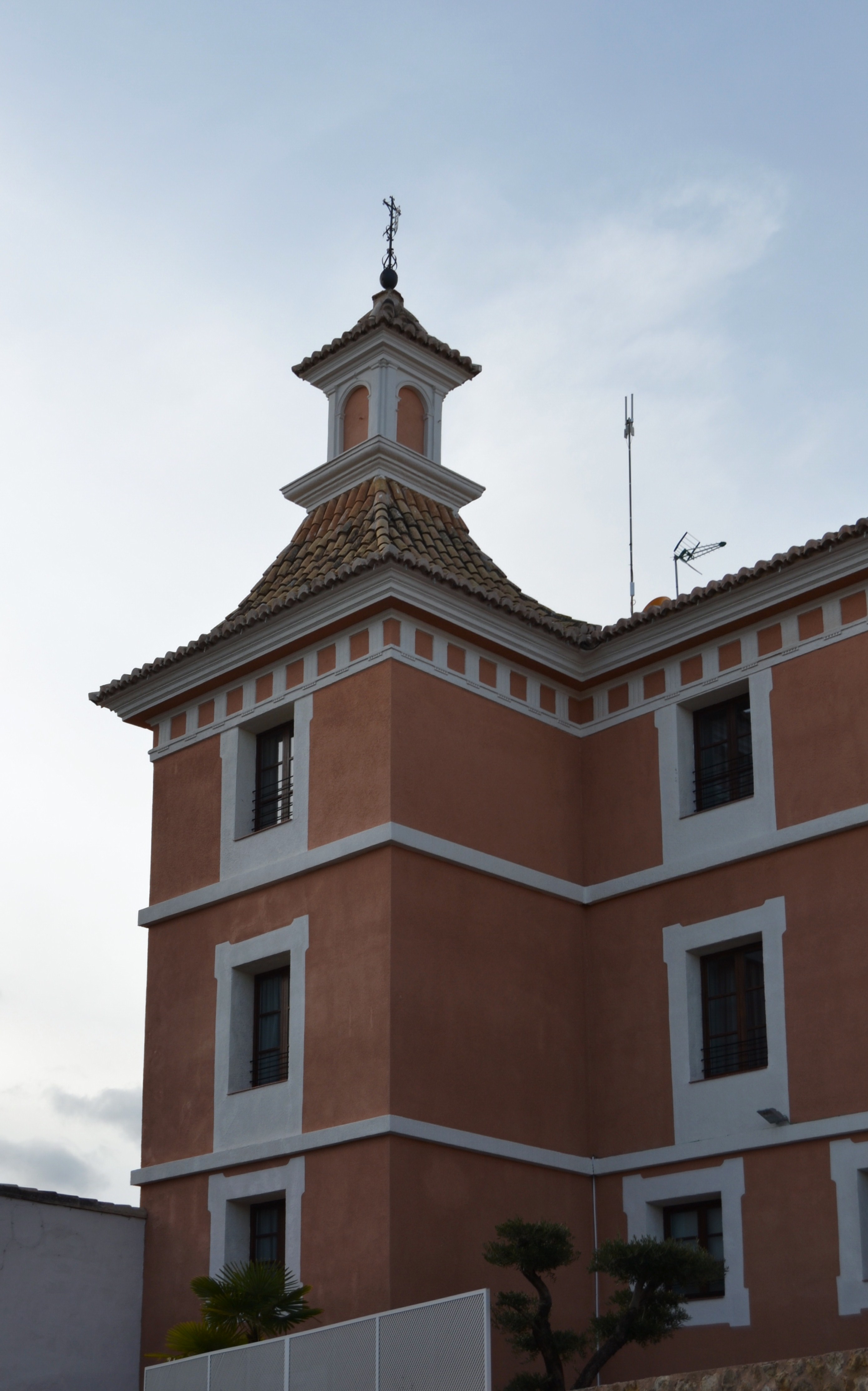
Vista de una de las torre de las esquinas.

La planta baja presenta muros de sillería perfectamente trabajada, por su parte,  las dos plantas superiores son de mampostería y la techumbre está rematada con un amplio alero con un friso de estilo neoclásico.
Externamente presenta una fachada neoclásica con dinteles y jambas en todas las puertas y ventanas de la misma.